# 1951 en arts plastiques
| Années des arts plastiques : 1948 - 1949 - 1950 - 1951 - 1952 - 1953 - 1954    |
| Décennies des arts plastiques : 1920 - 1930 - 1940 - 1950 - 1960 - 1970 - 1980 |

Cette page concerne l'année 1951 en arts plastiques.

## Œuvres
- Œuvres de Jean-Marie Granier :
  - Chute du picador, eau-forte sur cuivre retouchée au burin
  - Chute du torero après l'estocade, eau-forte sur cuivre
  - Desplante, pointe-sèche sur cuivre
  - Le Torero est assis par terre, pointe-sèche sur cuivre
  - Les Trois peones et le chien, pointe-sèche sur cuivre
  - Media Veronica, burin sur cuivre
  - Pase de pecho, pointe-sèche sur cuivre
  - Torero blessé, pointe-sèche sur cuivre
  - 1951-1980 : Projet pour la tauromachie de Pepe Hillo, dessins, pointe sèche et burin sur cuivre

## Naissances
- 24 janvier : Hashpa, peintre, graveur et dessinateur tchécoslovaque puis tchèque († 5 mars 2020),
- 25 janvier : Bill Viola, plasticien et vidéaste américain,
- 5 mars : Oscar Holub, peintre autrichien,
- 15 mars : Michel Bez, peintre et lithographe français,
- 18 mars : Christian Lu, peintre français d'origine chinoise,
- 20 mars : Christian Gaillard, peintre français († 9 août 2018),
- 26 mars : Daniel Gallais, peintre, lithographe, designer et décorateur de théâtre français,
- 27 mars : Alain Pedrono, peintre français ((† 14 avril 1999),
- 15 avril : José San Martin, peintre et graveur français (né en Espagne),
- 17 avril : Georges Autard, peintre et graveur français,
- 19 avril : Alois Neuhold, peintre autrichien,
- 21 mai : Robert Saucier, plasticien et sculpteur canadien,
- 25 mai :
  - Urs Amann, peintre surréaliste suisse († 7 mai 2019),
  - Bernard Martelet, peintre et graveur français († 14 avril 2021),
- 26 mai : Zbigniew Żupnik, peintre polonais,
- 1er juin : Frank Morzuch, plasticien franco-canadien,
- 11 juillet : Krzysztof Jung, peintre, graphiste, performer, pédagogue et concepteur du théâtre plastique polonais († 5 octobre 1998),
- 21 juillet : Denis Castellas, peintre, sculpteur et dessinateur français,
- 25 juillet: François Legrand, peintre français,
- 20 août : Keiichi Tahara, photographe japonais († 6 juin 2017),
- 14 octobre : Patrick Lanneau, peintre, dessinateur, lithographe et vidéaste français,
- 26 octobre : James Brown, peintre, sculpteur, dessinateur et graveur américain († 22 février 2020),
- 2 novembre : Guy Bonnardot, chanteur, producteur et peintre français († 20 mars 1990),
- ? :
  - Valéry Gazoukine, peintre russe,
  - Uri Katzenstein, sculpteur, artiste visuel, musicien, constructeur d'instruments de musique et des machines sonores et cinéaste israélien († 24 août 2018),
  - Léon Taerea, peintre, dessinateur de bande dessinée, illustrateur et écologiste français († 19 juin 2008),
  - Gérard Testa, peintre et sculpteur franco-italien,
  - Atsuko Tsurumi, artiste japonaise,
  - Daniel Erban, artiste canadien († 3 janvier 2017).

## Décès
- 7 janvier : Nelly Bodenheim, illustratrice néerlandaise (° 27 mai 1874),
- 8 janvier : Léon-Ernest Drivier, sculpteur, peintre et illustrateur français (° 22 octobre 1878),
- 18 janvier : Alfred Eberling, peintre, graveur et photographe polonais puis soviétique (° 3 janvier 1872),
- 8 février : Émile Ancelet, peintre pointilliste français, taxidermiste et collectionneur (° 24 mai 1865),
- 21 février : Constantin Ganesco, peintre et sculpteur roumain (° 12 avril 1864),
- 16 mars : Maurice Renders, peintre français (° 13 novembre 1877),
- 22 mars : Maurice Lobre, peintre français (° 17 novembre 1862),
- 23 mars : Numa Ayrinhac, peintre franco-argentin (° 5 septembre 1881),
- 24 mars : Paul Sibra, peintre français (° 10 septembre 1889),
- 31 mars : Edmée Delebecque, poétesse, peintre et graveuse française (° 9 avril 1880),
- 7 avril : Henri Gustave Jossot, dessinateur, caricaturiste, peintre, affichiste et écrivain libertaire français (° 16 avril 1866),
- 16 avril : Roger de Valerio, illustrateur, affichiste et peintre français (° 16 mai 1886),
- 23 avril : Louis Degallaix, peintre français (° 5 juillet 1877),
- 8 mai : Maurice Mendjizky, peintre français d'origine polonaise (° 20 juillet 1890),
- 31 mai : Louis Charlot, peintre français (° 26 avril 1878),
- 12 juin : Louis Legrand, peintre, dessinateur et graveur français (° 28 septembre 1863),
- 19 juin :
  - József Egry, peintre hongrois (° 15 mars 1883),
  - Józef Hecht, peintre et graveur polonais (° 14 décembre 1891),
- 22 juin : Émile-Allain Séguy, peintre décorateur français (° 14 octobre 1877),
- 27 juin : Edmond-Marie Poullain, peintre français (° 24 janvier 1878),
- 7 juillet : Henry Bischoff, peintre, illustrateur et graveur suisse (° 16 juin 1882),
- 8 juillet : Walter Trier, dessinateur et illustrateur austro-hongrois puis tchécoslovaque (° 25 juin 1890),
- 13 juillet : André des Gachons, peintre français (° 15 mars 1871),
- 14 juillet : Otto Antoine, peintre allemand (° 22 octobre 1865),
- 28 janvier : André Pécoud, peintre, illustrateur et affichiste français (° 22 juillet 1880),
- 6 août : Berthe Mouchel, peintre française (° 8 août 1864),
- 7 août : Albert Charpentier, peintre français (° 18 décembre 1878),
- 9 août : Johan Scherrewitz, peintre et aquarelliste néerlandais († 18 mars 1868),
- 24 août :
  - Henri Rivière, peintre, graveur et lithographe français (° 11 mars 1864),
  - Georges Achille-Fould, peintre française (° 24 août 1865),
- 30 août : Ivan Nikolaïevitch Pavlov, graveur et peintre russe puis soviétique (° 17 mars 1872),
- 31 août : Léon Henri Ruffe, peintre et graveur français (° 29 avril 1864),
- 6 septembre : Mário Eloy, peintre portugais (° 15 mars 1900),
- 17 septembre : Tyra Kleen, peintre suédoise (° 29 mars 1874),
- 5 octobre : Henriette Desportes, peintre française (° 18 avril 1877),
- 7 octobre : Robert Delétang, peintre portraitiste et paysagiste français (° 24 février 1874),
- 12 octobre : Gendün Chöphel, moine, érudit, poète et peintre tibétain (° 1903),
- 19 octobre : Mario Bacchelli, peintre paysagiste italien (° 3 janvier 1893),
- 31 octobre : Alfred Chabloz, peintre suisse (° 24 octobre 1866),
- 7 novembre : Eugène Villon, peintre et graveur français (° 26 décembre 1879),
- 8 novembre : Salomon Taib, peintre français (° 28 mars 1877),
- 9 décembre : Georges Sabbagh, peintre français d'origine égyptienne (° 18 août 1887),
- 17 décembre : Auguste Silice, peintre et décorateur français (° 11 février 1880),
- 18 décembre : Noboru Kitawaki, peintre à tendance surréaliste japonais (° 4 juin 1901),
- 19 décembre : Youla Chapoval, peintre soviétique puis français (° 3 novembre 1919),
- 25 décembre : Émile Picq, peintre, illustrateur et danseur français (° 12 février 1911),
- ? :
  - Victor Boner, peintre de marines français (° 1871),
  - Émile Boutin, architecte, peintre, graveur et sculpteur français (° 26 août 1874),
  - Claudia Bret-Charbonnier, peintre française (° 25 janvier 1863),
  - Jean Deville, peintre français (° 27 novembre 1872),
  - Auguste Morisot, peintre, vitrailliste et décorateur français (° 12 avril 1857),
  - Romano Rossini, peintre italien (° 1886),
  - Auguste Silice, peintre et décorateur français (° 11 février 1880),
  - Vladimir de Terlikowski, peintre polonais (° 23 avril 1873),
  - Giulio Romano Vercelli, peintre italien (° 1871).